# Serralada Stanovoi
Les muntanyes Stanovoi (del rus: Станово́й хребе́т), són una cadena muntanyenca localitzada a la part meridional de la Sibèria, a la Rússia asiàtica. La regió de les muntanyes Stanovoi està pràcticament deshabitada.
Administrativament pertanyen a la república de Sakhà i al khabàrovsk de la Federació de Rússia.

## Geografia

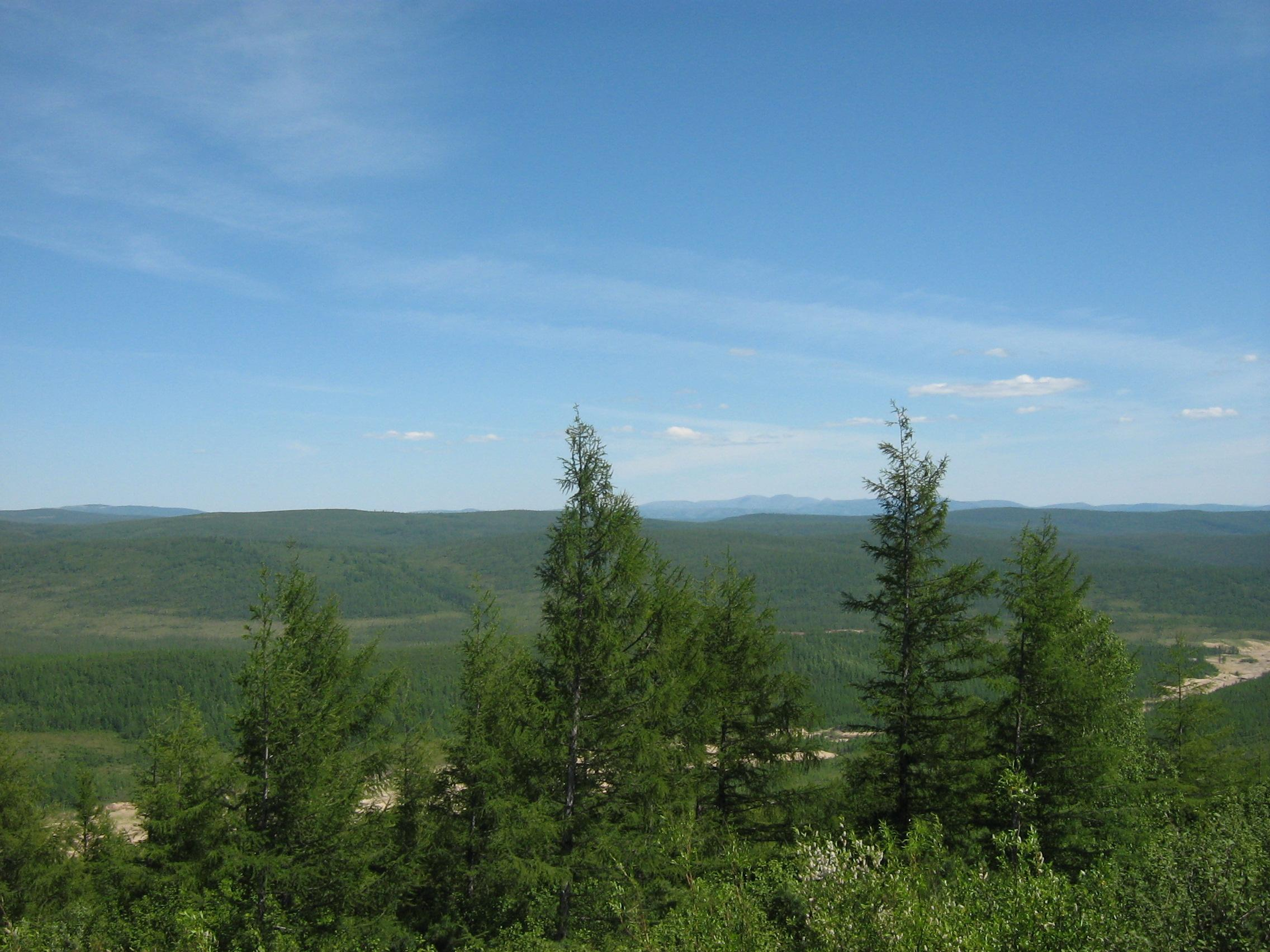
Districte de Neriungrinski, Iakútia

Les muntanyes Stanovoi s'estenen en direcció E-O uns 720 km de longitud, des de la vall del riu Oliokma (molt prop del llac Baikal), a l'oest, fins a la vall del riu Utxur, a l'est, gairebé a la mar d'Okhotsk. La seva amplària és de 100-180 km. Separen la conca del riu Lena, al nord, de la conca del riu Amur, al sud. Les nombroses glaceres de les muntanyes Stanovoi són la principal font del riu Lena. Les muntanyes Iàblonoi a vegades es consideren una extensió suroccidental de les muntanyes Stanavoi. La continuació al nord-est són les muntanyes Dzhugdzhur, que s'estén en paral·lel a la costa de la mar d'Okhotsk.
El punt més alt és la muntanya Skalisti, amb 2.482 m, situat al centre de la cadena i també el Rocky Golets, de 2.412 m. En el relleu de les muntanyes Stanovoi, els altiplans estan molt estesos. Són també característiques les crestes plegades de pic pla, de mitja muntanya, separades per valls longitudinals.
Es compon de lutites i gneis, que es trenquen per intrusions de granits. Les roques estan permanentment congelades. Van ser estudiats i descrits científicament per primera vegada per l'investigador rus Alexander Theodor von Middendorff.

### Hidrografia

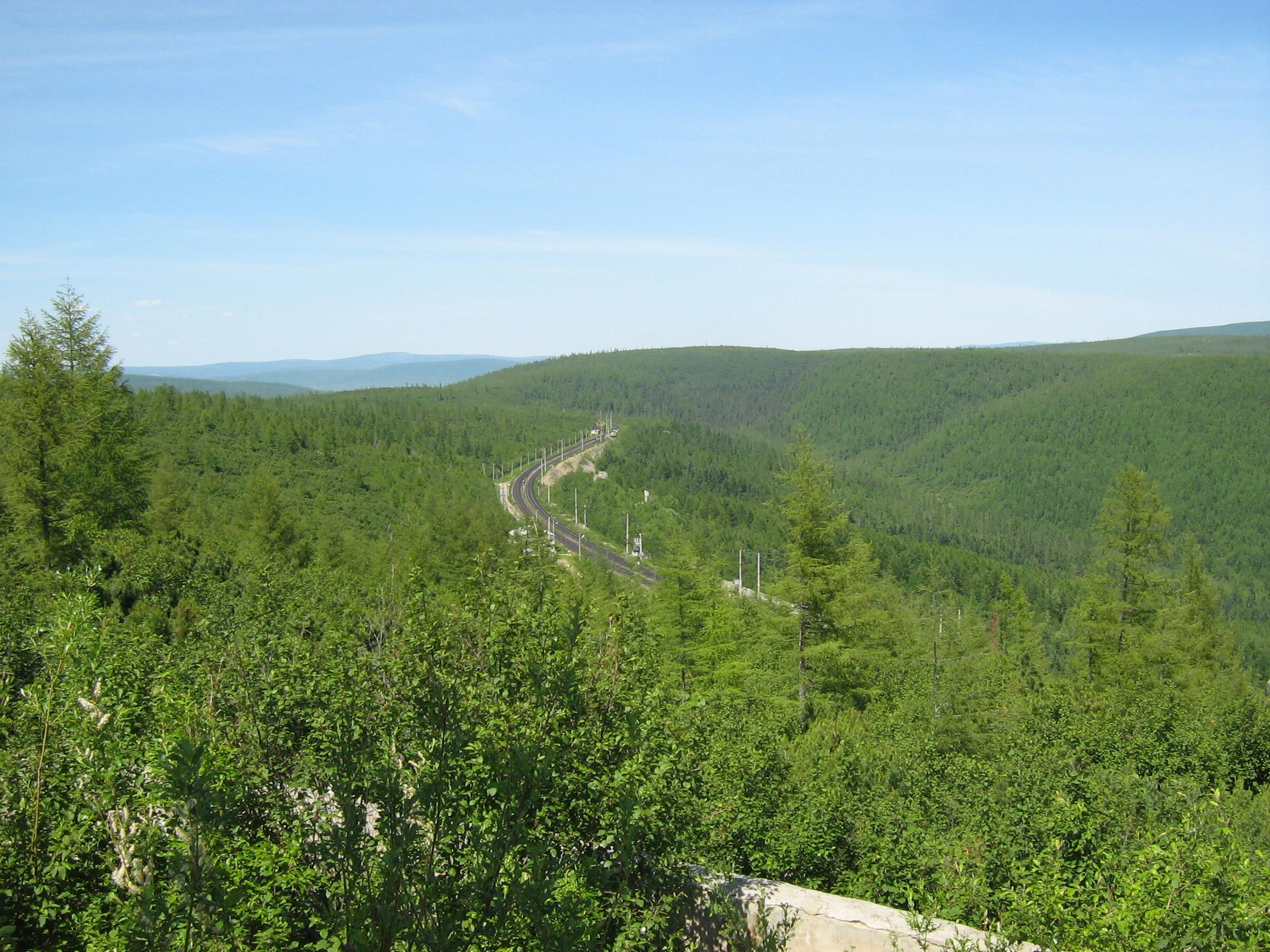
Les muntanyes Stanovoi a la frontera de Iakútia i la regió d'Amur

A les muntanyes Stanovoi neixen molts rius:
- al vessant nord:

- Oliokma (1.424 km) —i els seus afluents Tungur (500 km) i Niukja (583 km);
- Aldan (2.273 km) i els seus afluents:

- Amedichi (313 km);
- Timpton (644 km) —amb el seu afluent Iengra (148 km);
- Utxur (812 km), amb els seus afluents, Gonam (686 km) —i els seus subafluents, Sutam (351 km) i Algama (426 km) (i el seu subafluent Idjum, de 351 km)— i Uian (233 km);
- Maimakan (421 km) (al seu torn, un afluent del Maia que acaba també a l'Aldan);

- al vessant sud: Aiumkan (69 km), Bomnak (82 km), Briant (317 km), Larba Superior (175 km), Zeia (1.242 km), Imant Cun (109 km), Mulmuga (234 km), Baixa Larba (177 km), Larba Mitjà (150 km), Tok (251 km), Unaha (287 km), Utugai (285 km), Xilxi (128 km) i Giliui (545 km);
- a la part oriental: Idum (317 km) i Maca (afluent de l'Uda) (363 km).

## Història
El primer explorador conegut a creuar la cadena muntanyenca va ser Vassili Poiàrkov. El 1643-1646, per ordre del voivoda de Iakut, P.P. Golovin, es va organitzar una expedició a Transbaikal, dirigida per Poiàrkov. Presumiblement va passar al llarg dels canals de rius congelats: al vessant nord seguint el riu Nuiam, i a la meridional, al llarg del riu Mulmuga. El resultat de l'expedició va ser l'obertura de la conca del riu Amur i la seva boca.
El següent explorador a superar les muntanyes Stanovoi va ser Ierofei Khabàrov. També partint des de Iakutsk, va continuar pels rius Lena, Oliokma i Tungur. A les fonts de l'últim d'aquests rius va arribar al gener de 1650. Aparentment, Khabàrov es va esforçar a propòsit per la part més baixa de la serralada, Olekminski Stanovik, les altures de la qual no superen els 500 m, mentre que Poiàrkov hauria superat aquesta barrera natural a una altitud d'uns 1.000 més. Així, va descobrir la rasa de Tungirski, una depressió estratègica a les muntanyes, que serà crucial als anys següents per a garantir la connexió de la regió d'Amur amb Iakutia .
Les muntanyes Stanovoi van entrar en la història el 1689 quan es va determinar que fossin la frontera entre Rússia i la Xina pel Tractat de Nértxinsk. El 1858, amb el Tractat d'Aigun van deixar de ser frontera per a pertànyer íntegrament a l'Imperi rus.

## Flora i fauna

### Flora
Als vessants —taigà de làrix, per sobre de 1200 m—, boscos de pi nan siberià i tundra de muntanya.

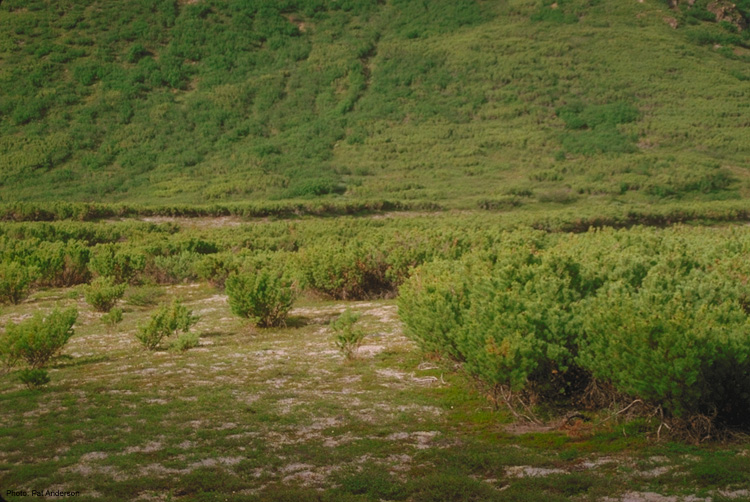
Matolls de pi nan siberià
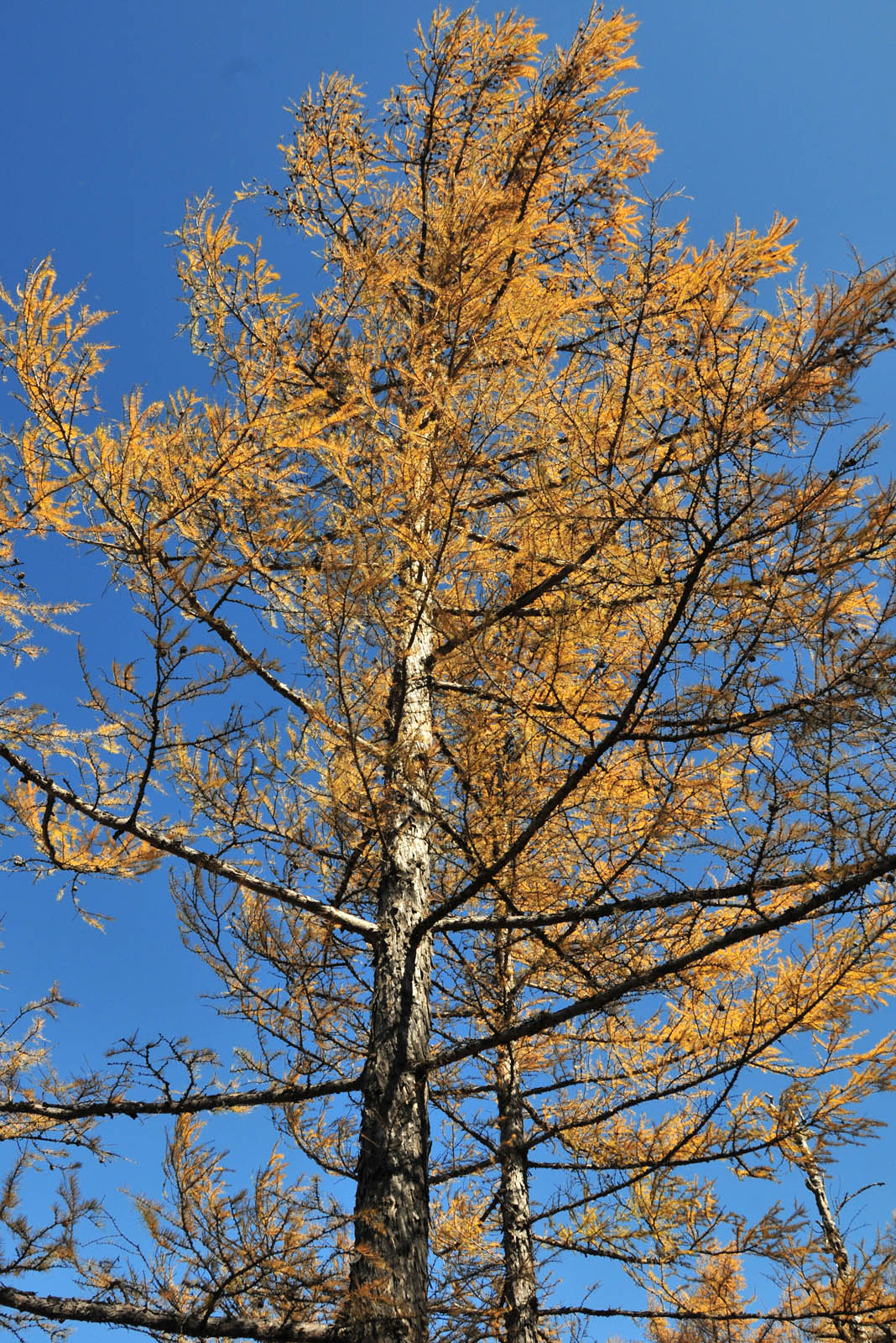
Làrix de Gmelin
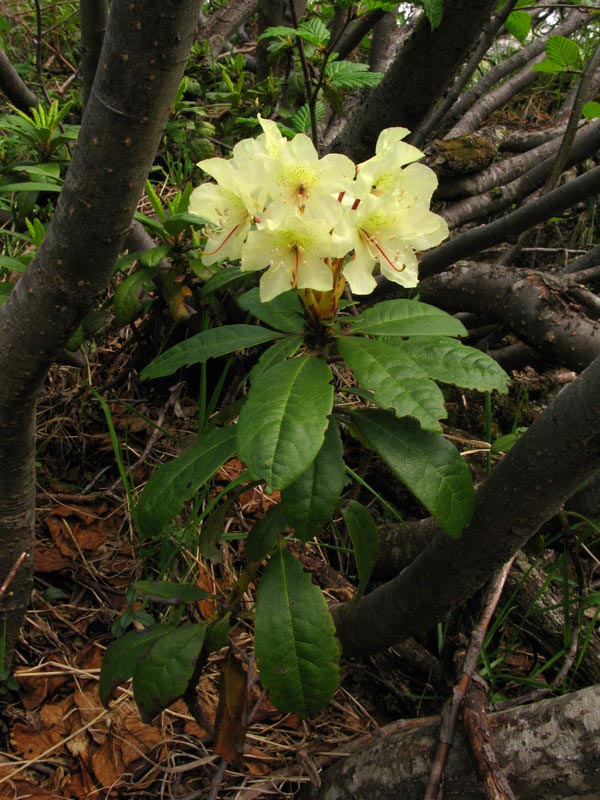
Rododendre daurat
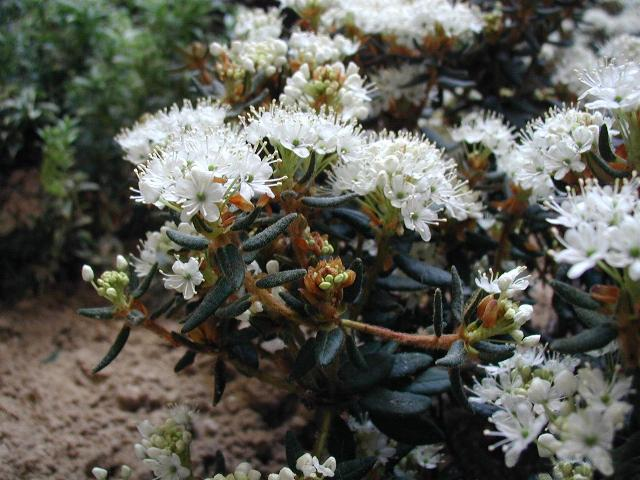
Rhododendron tomentosum

### Fauna
La cadena muntanyenca és un hàbitat per a moltes espècies animals. La conservació de la fauna es veu facilitada pels parcs nacionals situats al seu territori, així com als seus peus.

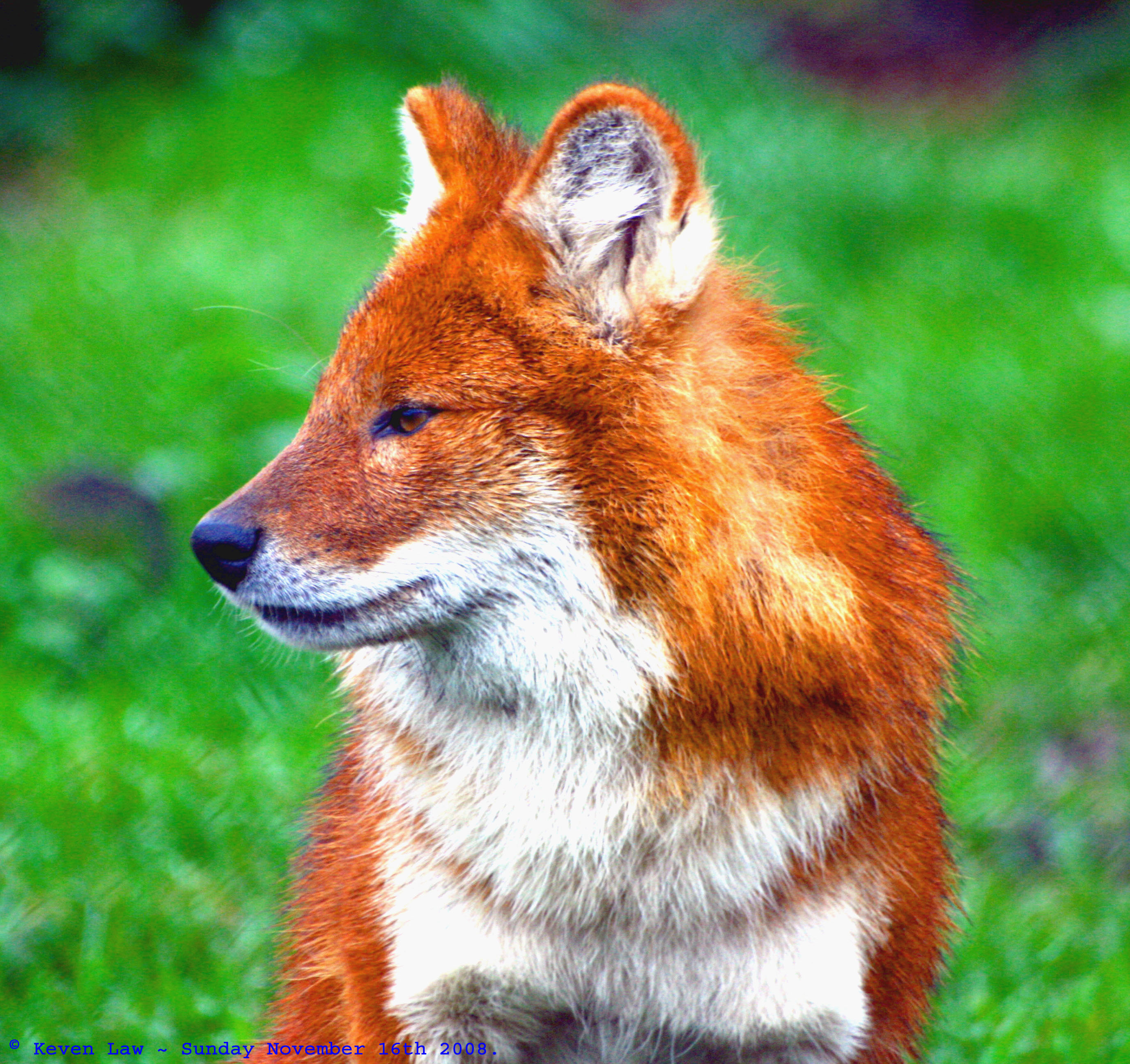
Gos salvatge asiàtic
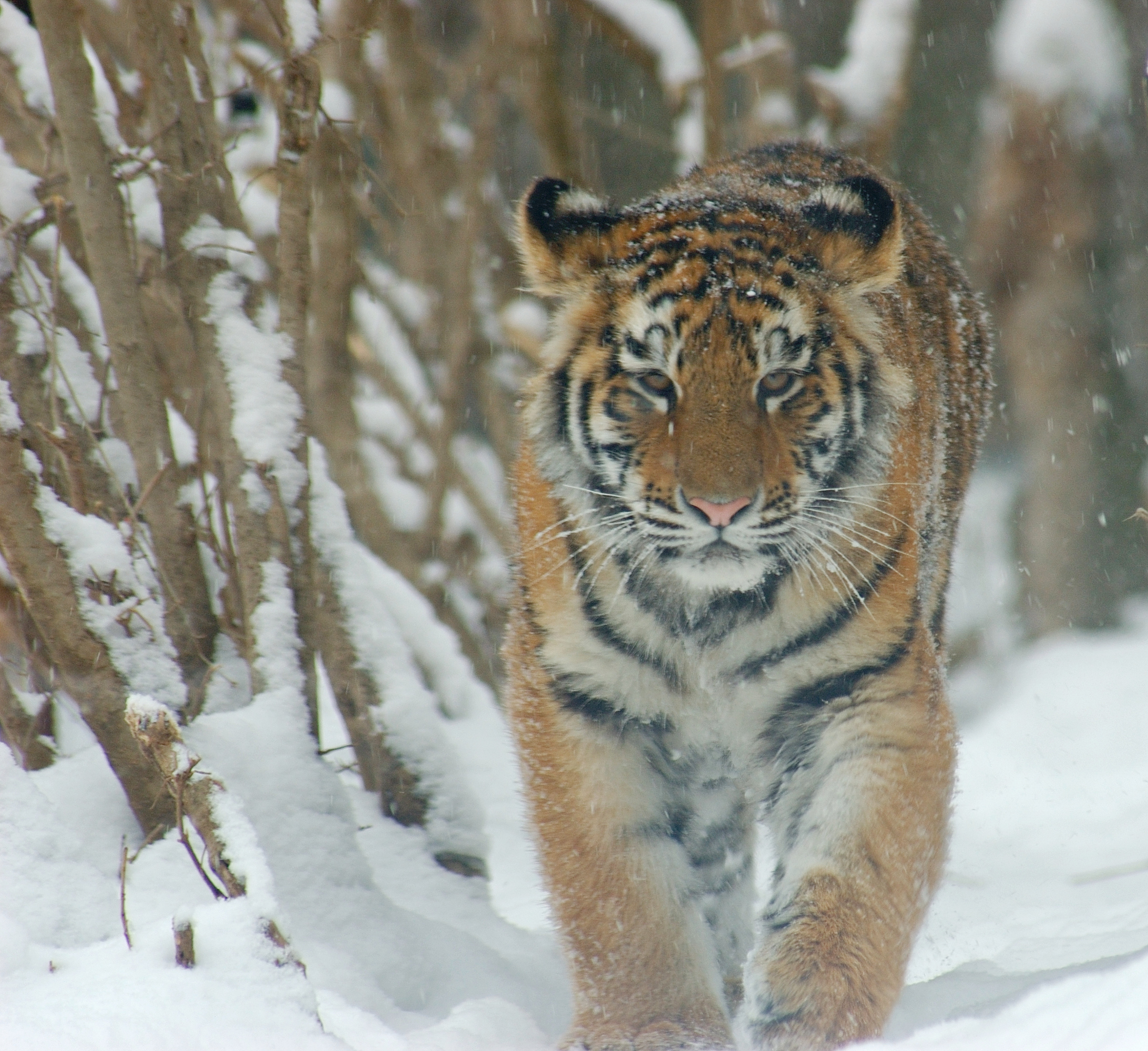
Tigre siberià
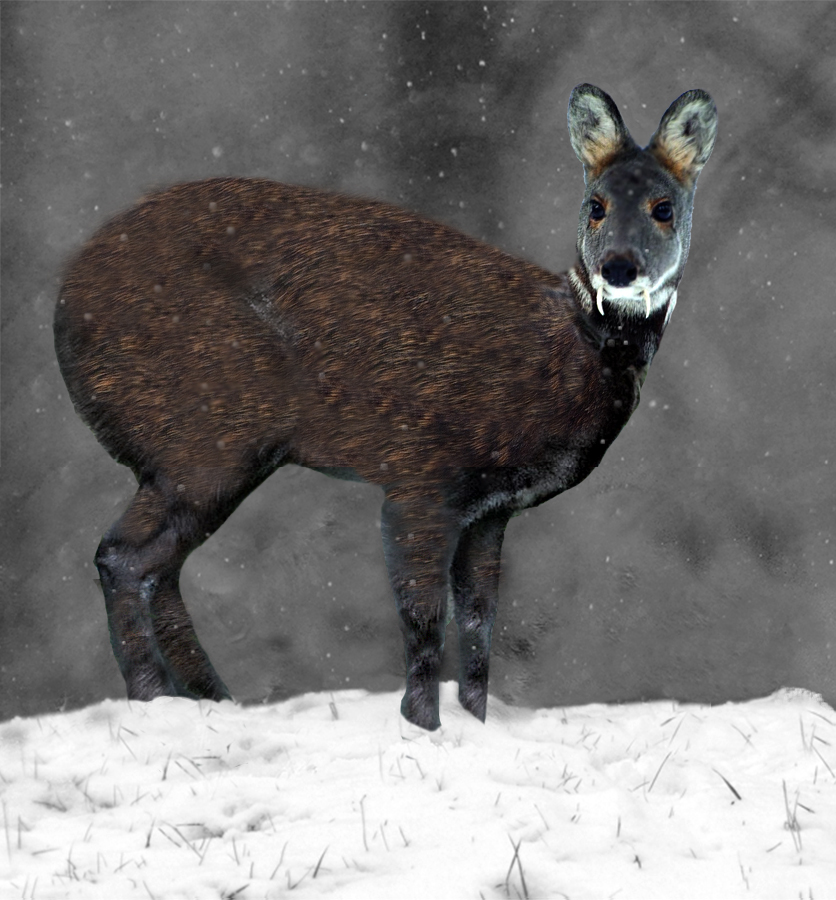
Cérvol mesquer comú siberiano
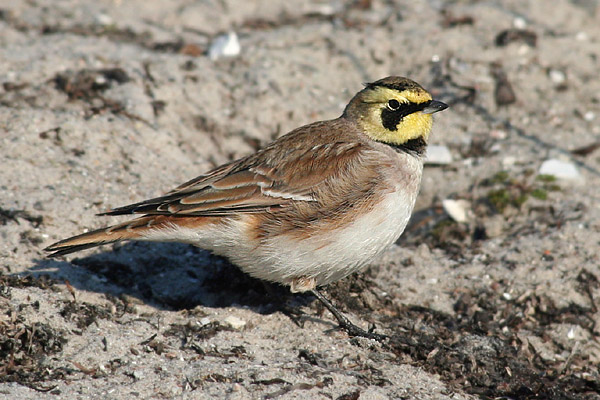
Alosa banyuda